# Linda (geslacht)
Linda is een kevergeslacht uit de familie van de boktorren (Cerambycidae). De wetenschappelijke naam van het geslacht werd voor het eerst geldig gepubliceerd in 1864 door Thomson.

## Soorten
Linda omvat de volgende soorten:
- Linda apicalis Pic, 1906
- Linda fasciculata Pic, 1902
- Linda javanica (Vuillet, 1912)
- Linda testacea (Saunders, 1839)
- Linda annamensis Breuning, 1954
- Linda annulicornis Matsushita, 1933
- Linda assamensis Breuning, 1954
- Linda atricornis Pic, 1924
- Linda bimaculicollis Breuning, 1954
- Linda femorata (Chevrolat, 1852)
- Linda fraterna (Chevrolat, 1852)
- Linda gracilicornis Pic, 1907
- Linda javaensis Breuning, 1954
- Linda macilenta Gressitt, 1947
- Linda major Gressitt, 1942
- Linda nigroscutata (Fairmaire, 1902)
- Linda rubescens (Hope, 1831)
- Linda semiatra Holzschuh, 2003
- Linda semivittata (Fairmaire, 1887)
- Linda signaticornis Schwarzer, 1925
- Linda stolata Pesarini & Sabbadini, 1997
- Linda subannulicornis Breuning, 1956
- Linda subatricornis Lin & Yang, 2012
- Linda tonkinensis Breuning, 1959
- Linda zayuensis Pu, 1981